# ピエール・ダーモン
ピエール・ダーモン（Pierre Darmon, 1934年1月14日 - ）は、フランスの男子テニス選手。1963年の全仏選手権男子シングルス準優勝者。

## 略歴
フランス保護領チュニジアの首都チュニスで生まれる。1950年代後半から1960年代にかけて、フランスを代表する男子テニス選手の1人として活躍した。ダーモンは男子テニス国別対抗戦・デビスカップのフランス代表選手として「最多勝利数」と「最多シングルス勝利数」のチーム1位記録を持つ人である。世界ランキングのシングルス自己最高位は8位。彼の活躍した時代は、ちょうどオーストラリア・テニス界の黄金期と重なっていた。
ピエール・ダーモンは1956年からデビスカップのフランス代表選手になり、1967年までデ杯に12年連続出場を果たした。彼のテニス経歴の最盛期は、1963年の夏に訪れた。地元開催の全仏選手権で、ダーモンは準決勝でスペインのマニュエル・サンタナを破って初めての決勝に進んだが、オーストラリアのロイ・エマーソンに 6-3, 1-6, 4-6, 4-6 で敗れ、1946年のマルセル・ベルナール（1914年 - 1994年）以来となる地元優勝のチャンスを逃した。全仏選手権の後、ダーモンはウィンブルドン選手権で同じフランスのジャン・クロード・バークレーと男子ダブルスのペアを組んだ。ダーモンとバークレーのペアは、決勝でメキシコペアのラファエル・オスナ＆アントニオ・パラフォックス組に 6-4, 2-6, 2-6, 2-6 で敗れ、ここでも準優勝で止まった。単複とも4大大会の優勝を逃したが、ダーモンは1963年に世界ランキング「8位」に入った。 
ダーモンは優れたデビスカップ選手として、通算勝利数「47勝21敗」とシングルス勝利数「44勝17敗」でフランス・チームの歴代1位記録保持者になった。当時のフランス・チームはデ杯の「ヨーロッパ・ゾーン」から出ることができず、（オーストラリアやアメリカといった強豪国に比べて）戦力的には見劣りしていた。ダーモンも1964年と1966年に「ヨーロッパ・ゾーン」決勝で敗れている。しかし、この低迷期にフランスをリードしてきた功績は高く評価され、選手引退後は1969年から1978年まで全仏オープンの「トーナメント・ディレクター」を務めるなど、多方面の要職に携わってきた。1997年に国際ユダヤ人スポーツ殿堂入りを果たす。2002年11月、ダーモンは国際テニス連盟と国際テニス殿堂から「デビスカップ優秀選手賞」（Davis Cup Award of Excellence）を授与された。これは「デビスカップの理想と精神を代表してきた選手」に与えられる特別な賞である。